# نلسون فالسائو
نلسون فالسائو (انگلیسی: Nelson Falcão؛ زادهٔ ۳۰ آوریل ۱۹۴۶) قایقران اهل برزیل است.